# Härva (textil)
Härva är den samling av voluminösa garner, företrädesvis ullgarner, som inte bör nystas på rulle av kvalitetsskäl, utan som lindats upp i en härva på en härvel. I en härva ligger garnet ordnat i cirkelform; den bildas genom att rullas runt något. Den färdiga härvan brukar sedan snos runt sig själv för att bli mera hanterlig.

## Historia
Härveln är en roterbar träställning för mätning och upplindning av garn. Den vevas för hand. Härveln var det första standardiserade arbetsredskapet i Sverige. Redan på 1700-talet förordnades om härvelns dimensioner för att medge leverans av bestämda kvantiteter av spunnet garn till textilfabriker.

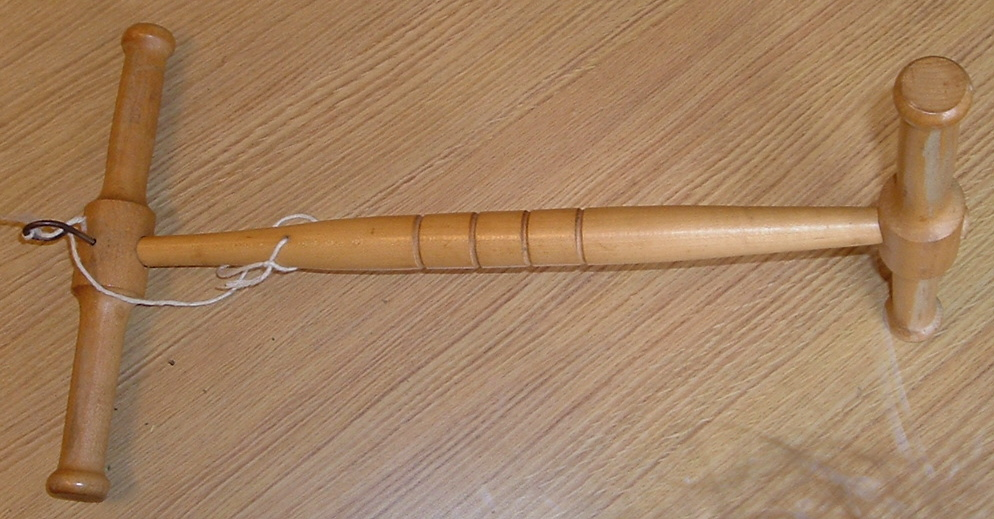
Härvträ
Ena tvärstycket kan demonteras för att underlätta den färdiga härvans avtagande.
Det minskar också utrymmesbehovet vid förvaring av härvträet.

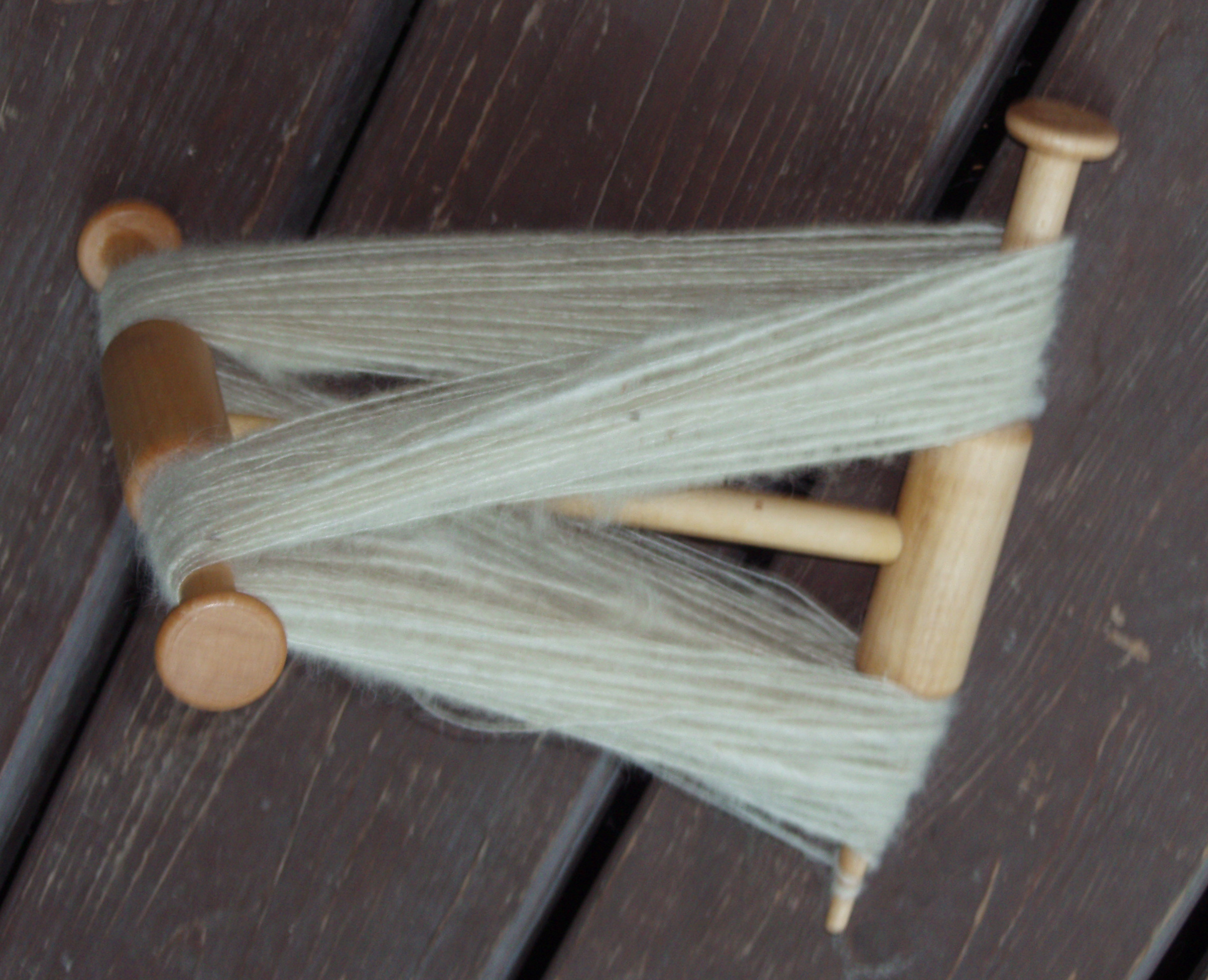
Så här lindas härvan på härvträet.
Ena tvärpinnen är spetsad för att man ska kunna dra av den färdiga härvan.

Sen vikingatid är härvträt känt som det redskap som användes för att linda upp garner. Härvträt består av ett mittstycke, som utgör handtag, och två tvärstycken över vilka garnet lindas. Tvärstyckena är monterade vinkelrätt mot varandra, vilket underlättar hanteringen.

## Härvor och pasmor
Härvan brukar vara indelad i pasmor med särskild omknytning som numera omfattar 60 eller 100 trådar, alternativt 100 gram. Omknytningen av hela härvan görs med garnändarna, inklusive pasmaindelningen. Ordet pasma har dunkelt ursprung. Kan eventuellt härledas från sanskrit pas som betyder binda, hindra, via franska passement = snöre. 
Härveln kan vara utrustad med ett primitivt räkneverk och kallas då knäpphärvel. En kugghjulanordning lyfter successivt en liten trähammare, när härveln vevas. Efter ett antal varv, bestämt av kugghjulens utväxling, lösgörs hammaren, som faller ned mot en tunn träskiva med en liten smäll, en knäpp. Traditionellt är utväxlingen 1:12, varför det blir en knäpp vid vart tolfte varv. 6 knäpp är signalen att det är dags att knyta om en pasma, alltså efter 72 varv. Ett vanligt mått på härvelns omkrets är 4 alnar, men eftersom varje socken i äldsta tider hade sin egen uppfattning om hur stor en aln akulle vara, så blev det lite si och så med mängden garn i en pasma. Denna oreda avhjälptes genom att man fastställde den s.k. Rydaholmsalnen, med dagens mått 0,594 m (avrundat). Om man utgår från Rydaholmsalnen, består alltså en pasma av 72∙4∙0,594 = 171 m. 6 pasmor bildar 1 härva, 1 026 m. I modern tid har detta avrundats till en metrisk härva om 1 000 m med 10 st pasmor à 100 m.
2 härvor utgör 1 sträng, ett mått som väl i dag hamnat i det närmaste total glömska.
En annan typ av härvel har omkretsen 21/2 aln = 1,485 m. 100 varv på den ger 250 alnar = 500 fot = 1 knäpp = 1 pasma = 148,5 m.
I vissa socknar har härvan kallats pasma, och det har också förekommit att sträng betecknat samma sak som härva. Ett annat namn för pasma är hank, men det torde vara brittisk import. I England gällde 1 hank = 500 feet, det vill säga 152 m, alltså klart mindre än den svenska pasma som den ovan beskrivna 72-varvs knäpphärveln ger. Däremot ger den andra härveln med 21/2 alnars omkrets ett resultat som ligger nära den engelska hanken.
60 tråd per pasma är vanligt. Detta kan åstadkommas med 5 knäpp på den större härveln enligt ovan. Man får då 5∙12∙4∙0,594 = 240 alnar = 142,6 m, vilket också ligger i samma klass som den engelska hanken. 
Härvan medger en lämplig hantering av garnet för färgning och blekning, vilket är ytterligare ett skäl att använda lindningsmetoden. (Att doppa ner ett upplindat nystan av garn i ett färgbad ger inte önskat resultat och är dessutom svårhanterligt.)
Härvan överförs sedan med hjälp av en assistent, två stolryggar eller, om man så hava kan, en nystvinda, ibland kallad nystkrona, till garnnystan. På så vis blir det mer hanterligt.
Det är många gånger lämpligt att vid användning av garnet dra det ur nystanet inifrån. För att man lätt ska kunna komma åt inneränden, måste man vid nystningen se till att det blir ett hål i nystanet. Som hjälp för detta kan man använda en nystpinne. Rätt hanterad är nystpinnen också ett medel att inte fördärva garnets spinningsgrad (hårt eller löst tvinnat).
För till exempel vävning följer ett ytterligare moment, spolning på mindre rullar för att passa i skytteln. För detta används en spolmaskin.